# Blink-182
Blink-182 là một ban nhạc pop punk nước Mỹ được thành lập năm 1992 với các thành viên như Tom Delonge, Mark Hoppus và Scott Raynor. Trong tour diễn năm 1998, tay trống Scott Raynor đã được thay thế bởi tay trống Travis Barker.

## Thành viên
Thành viên hiện tại
- Mark Hoppus – ghita bass, hát chính (1992–2005; 2009–hiện tại)
- Tom DeLonge – ghita, hát chính (1992–2005; 2009–hiện tại)
- Travis Barker – Trống, Nhạc cụ gõ (1998–2005; 2009–hiện tại)

Thành viên cũ
- Scott Raynor – Trống, Nhạc cụ gõ (1992–1998)

## Danh sách đĩa nhạc
Album phòng thu
- Cheshire Cat (1995)
- Dude Ranch (1997)
- Enema of the State (1999)
- Take Off Your Pants and Jacket (2001)
- Blink-182 (2003)
- Neighborhoods (2011)
- California (2016)
- Nine (2019)

## Giải thưởng và đề cử

### Kerrang!Giải
| Năm  | Đề cử / Tác phẩm       | Giải thưởng | Kết quả   |
| ---- | ---------------------- | ----------- | --------- |
| 2000 | "All The Small Things" | Best Video  | Đoạt giải |

### MTV Europe Music Awards
| Năm  | Đề cử / Tác phẩm | Giải thưởng   | Kết quả   |
| ---- | ---------------- | ------------- | --------- |
| 2000 | Blink-182        | Best New Act  | Đoạt giải |
| 2001 | Blink-182        | Best Rock Act | Đoạt giải |

### MTV Video Music Awards
| Năm  | Đề cử / Tác phẩm       | Giải thưởng       | Kết quả   |
| ---- | ---------------------- | ----------------- | --------- |
| 2000 | "All the Small Things" | Best Group Video  | Đoạt giải |
| 2000 | "All the Small Things" | Video of the Year | Đề cử     |
| 2000 | "All the Small Things" | Best Pop Video    | Đề cử     |
| 2002 | "First Date"           | Best Group Video  | Đề cử     |

### Nickelodeon Kids' Choice Awards
| Năm  | Đề cử / Tác phẩm | Giải thưởng   | Kết quả   |
| ---- | ---------------- | ------------- | --------- |
| 2001 | Blink-182        | Favorite Band | Đoạt giải |

### Teen Choice Awards
| Năm  | Đề cử / Tác phẩm | Giải thưởng       | Kết quả   |
| ---- | ---------------- | ----------------- | --------- |
| 2000 | Blink-182        | Choice Rock Group | Đoạt giải |
| 2001 | Blink-182        | Best Rock Group   | Đoạt giải |
| 2004 | "I Miss You"     | Choice Love Song  | Đoạt giải |